# Візуалізація інформації
Візуалізація інформації — це інтерактивне вивчення візуального представлення абстрактних даних для посилення людського пізнання. Абстрактні дані включають в себе як числові так і нечислові, такі як текст і географічна інформація. Тим не менш, візуалізація інформації відрізняється від наукової візуалізації: «існує infovis, коли просторове уявлення обране, і це scivis, коли просторове уявлення дається».

## Огляд
Галузь візуалізації інформації з'явилася "внаслідок досліджень взаємодії людини і комп'ютера, комп'ютерних наук, графіків, дизайну, психології та бізнес-методів. Вона все частіше застосовується як найважливіший компонент у наукових дослідженнях, цифрових бібліотеках, інтелектуального аналізу даних, фінансових даних аналізу, дослідження ринку, виробничого контролю, і дослідження ліків". Візуалізація інформації припускає, що "візуальні уявлення і методи взаємодії користуються здатністю людського ока пропускати інформацію в мозок, щоб користувачі могли побачити, вивчити і зрозуміти велику кількість інформації за один раз. Візуалізація інформації спрямована на створення підходів до передачі абстрактної інформації в інтуїтивно зрозумілі способи".
Аналіз даних є невід'ємною частиною всіх прикладних досліджень та вирішення проблем в промисловості. Найбільш фундаментальні підходи аналізу даних — візуалізація (гістограми, точкові ділянки, ділянки поверхні, дерево карт, паралельно координовані ділянки і т. д.), статистика (гіпотеза тест, регресія, СПС і ін), видобуток даних (асоціації гірничодобувної промисловості, і т. д.) і методи машинного навчання (кластеризація, класифікація, дерева рішень, і т. д.). Серед усіх цих підходів, візуалізації інформації, або, іншими словами, візуального аналізу даних, є той, який спирається в основному на пізнавальні навички аналітиків, а також дозволяє розкриття неструктурованих дієвих ідей, які обмежені тільки людською фантазією та творчістю. Аналітик не повинен застосовувати різні витончені методи, щоб мати можливість інтерпретувати візуалізацію даних. Візуалізація інформації — це також схема гіпотез, які можуть бути, і, як правило, є попередниками більш аналітичного або формального аналізу на кшталт статистичних гіпотез.

## Історія
Сучасним дослідженням візуалізації передувала комп'ютерна графіка, яка "з самого початку використовувалась для вивчення наукових проблем. Тим не менш, у перші дні відсутності графічної потужності найчастіше обмежується її корисність. Останній акцент на візуалізації був поставленній в 1987 році внаслідок особливого питання щодо комп'ютерної графіки на візуалізації в наукових обчисленнях. Відтоді було проведено кілька конференцій та семінарів, у співавторстві з IEEE Computer Society і ACM SIGGRAPH ". Вони були присвячені загальним темам візуалізації даних, візуалізації інформації і наукової візуалізації, і більш конкретних областям, таким, як обсяг візуалізації.

## Конкретні методи і прийоми
- Кладограмма (філогенез)
- Дендрограмма (класифікація)
- Візуалізація інформації еталонної моделі
- Графік креслення
- Теплова карта
- Гіперболічне дерево
- Багатовимірне шкалювання
- Вирішення проблем навколишнього середовища
- Treemapping
- позначення Southbeach

## Застосування
Візуалізація інформації застосовується в таких галузях, як:
- наукові дослідження,
- цифрові бібліотеки,
- інтелектуальний аналіз даних,
- графічна інформація,
- фінансовий аналіз даних, дослідження ринку,
- контроль виробництва,
- і відображення злочинності.

## Експерти
Стюарт К. Кард

Стюарт К. Кард — американський дослідник, старший науковий співробітник Xerox PARC і один з піонерів застосування людського чинника в взаємодії людини з комп'ютером. У 1983 році книга «Психологія взаємодії людини і комп'ютера», яку він написав у співавторстві Томасом Мораном і Алленом Ньюеллом, стала дуже впливовою книгою в цій галузі, частково для введення поняття Цілей, Операторів, Методів і Правил відбору (ЦОМП) Наразі його дослідження присвячені галузі розвитку і підтримки науки взаємодії людини та інформації і візуально-семантичним прототипам з метою більшого їх розуміння [6].
Джордж Фурнас

Джордж Фурнас — професор і заступник декана з навчальної стратегії у Школі інформації в Університеті Мічигану. Фурнас також працював з Bell Labs, де він отримав прізвисько «Риб'яче око Фурнас» під час роботи з риб'ячим оком візуалізації. Він є піонером в області латентного семантичного аналізу, професор Фурнас також вважається піонером в концепції «Мозаїка реагуючих адаптивних систем» (МРАС).
Джеймс Д. Холан

Джеймс Д. Холан керує Лабораторією «Розподіленого пізнання і взаємодії людини та комп'ютера» в Університеті Каліфорнії, Сан-Дієго. В його дослідженнях розглядаються когнітивні наслідки обчислювальних засобів масової інформації. Мета полягає в тому, щоб зрозуміти когнітивні і обчислювальні характеристики динамічних інтерактивних вистав як основу для ефективної розробки системи. В даний час його робота спрямована на когнітивну етнографію, комп'ютерно-опосередковану комунікацію, розподілені пізнання, взаємодію людини з комп'ютером, візуалізацію інформації, багатомасштабне програмне забезпечення та інструменти для аналізу відеоданих.
Фернанда Вієгас і Мартін Ваттенберг

Фернанда Вієгас і Мартін Ваттенберг відомі новаторською роботою в художній та соціальної візуалізації даних. Вони представляють дослідницьку групу, яка займається візуалізацію даних Google. Вони заснували області соціального аналізу даних і були творцями «Many Eyes». У своїй новій роботі за допомогою новий можливостей броузерів Chrome, Firefox та програмування у JavaScript, вони розробили інтерактивну, анімовану, дуже гарну карту США, на якій показані усі вітрові потоки країни (одразу видно де можна робити електричні вітрові станції). Їх робота була показана в музеях по всьому світу, і допомогла перетворити візуалізацію на художню практику. [7] [8] [9]
Роздивитися візуалізацію можна тут: https://web.archive.org/web/20121129115521/http://hint.fm/wind/
Серед інших вчених, що мають відношення до візуалізації:
- Джордж Робертсон
- П'єр Розенштіль
- Бен Шнейдерман
- Джон Томас Сташко

## Організації
Міжнародний Симпозіум з графічного малювання: Паноптикум програмного забезпечення: Інструменти та техніки візуалізації інформації університету Пердью (PIVOT Lab): Університет штату Меріленд Лабораторії взаємодії людини і комп'ютера
VVI: Макрофокус: Проекти карти програмного забезпечення